# Gespikkelde epaulethaai
De gespikkelde epaulethaai (Hemiscyllium trispeculare) is een vis uit de familie van epaulethaaien en bamboehaaien (Hemiscylliidae), orde bakerhaaien (Orectolobiformes), die voorkomt in het oosten van de Indische Oceaan en het westen van de Grote Oceaan, voornamelijk rondom Australië.
De vis is ovipaar, leeft op diepten tot 50 meter en kan een lengte bereiken van 75 cm.
De gespikkelde epaulethaai is voor de visserij van beperkt commercieel belang.